# Église Notre-Dame-des-Victoires de Lublin
L'église Notre-Dame-des-Victoires de Lublin est l'un des monuments gothiques et Renaissance les plus précieux de la ville de Lublin, en Pologne.

## Histoire
L'église a été fondée en 1412 par Ladislas II Jagellon en guise de remerciement pour sa victoire à la bataille de Grunwald. Auparavant, il y avait une chapelle à cet endroit dédiée à la Vierge Marie, sainte Sophie et sainte Barbara, consacrée en 1396 par l'évêque de Cracovie, Piotr Wysz. Selon la légende, l'offrande votive du roi Ladislas Jagellon aurait été construite par des prisonniers teutoniques caturés après la bataille victorieuse de Grunwald. Après l'achèvement des travaux en 1426, le roi polonais importa l'Ordre des Sœurs Brigitte. On croyait que sainte Brigitte avait prédit la chute de l'Ordre Teutonique. Elle aurait aussi prédit un dirigeant courageux qui punirait les chevaliers teutoniques pour le mal causé aux autres nations chrétiennes. Jagellon a pris cette prophétie très personnellement et a donc amené l'Ordre du Saint-Sauveur à Lublin. Les sœurs y sont restées jusqu'à la fin du XIXe siècle. Le couvent de Lublin fut l'un des premiers monastères de cette règle en Pologne. L'église a été construite loin des murs de la ville, c'est pourquoi elle a souvent été victime de vols. Les Sœurs Brigitte quittèrent le monastère sur ordre du Tsar à la fin du XIXe siècle. L'église devint alors l'église du presbytère et le reste encore aujourd'hui.

## Intérieur
L'église au XVe siècle était beaucoup plus grande et plus mince qu'aujourd'hui. Rien n'a survécu du mobilier gothique d'origine, à l'exception des polychromies de l'attique, réalisées en 1466-1477, sous le règne de Casimir IV Jagellon. Ils représentent l'entourage du roi entrant dans la ville. Grâce à la rénovation réalisée en 2010-2012, la tour et le panorama sont désormais accessibles aux touristes et aux habitants de Lublin. Lors des travaux de rénovation, 9 cryptes ont également été découvertes, dont 4 sont ouvertes à la visite. Le mobilier date d'environ 1901 et a été réalisé en style néo-gothique. Des peintures du XVIIe siècle illustrant la vie de sainte Brigitte ont été installées dans les stalles. L'église possède également le tableau le plus ancien que l'on puisse voir à Lublin - la figure de sainte Brigitte, peinte sur carton, datant de la première moitié du XVe siècle. Sur la place à côté de l'église se trouve un monument à Jan Kochanowski, déplacé de la place du marché.

## Galerie

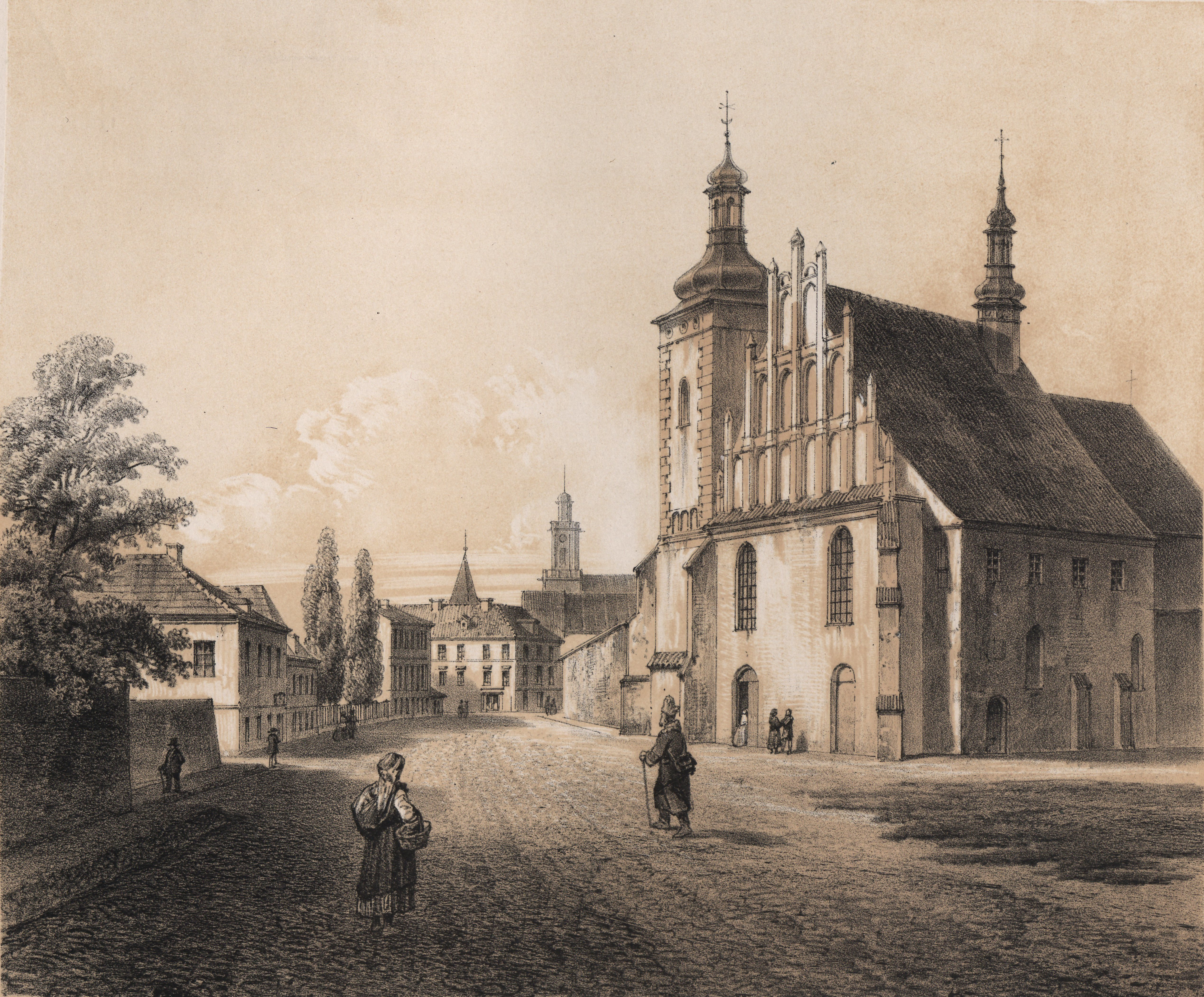
L'église sur une lithographie d'Adam Lerue (vers 1858)
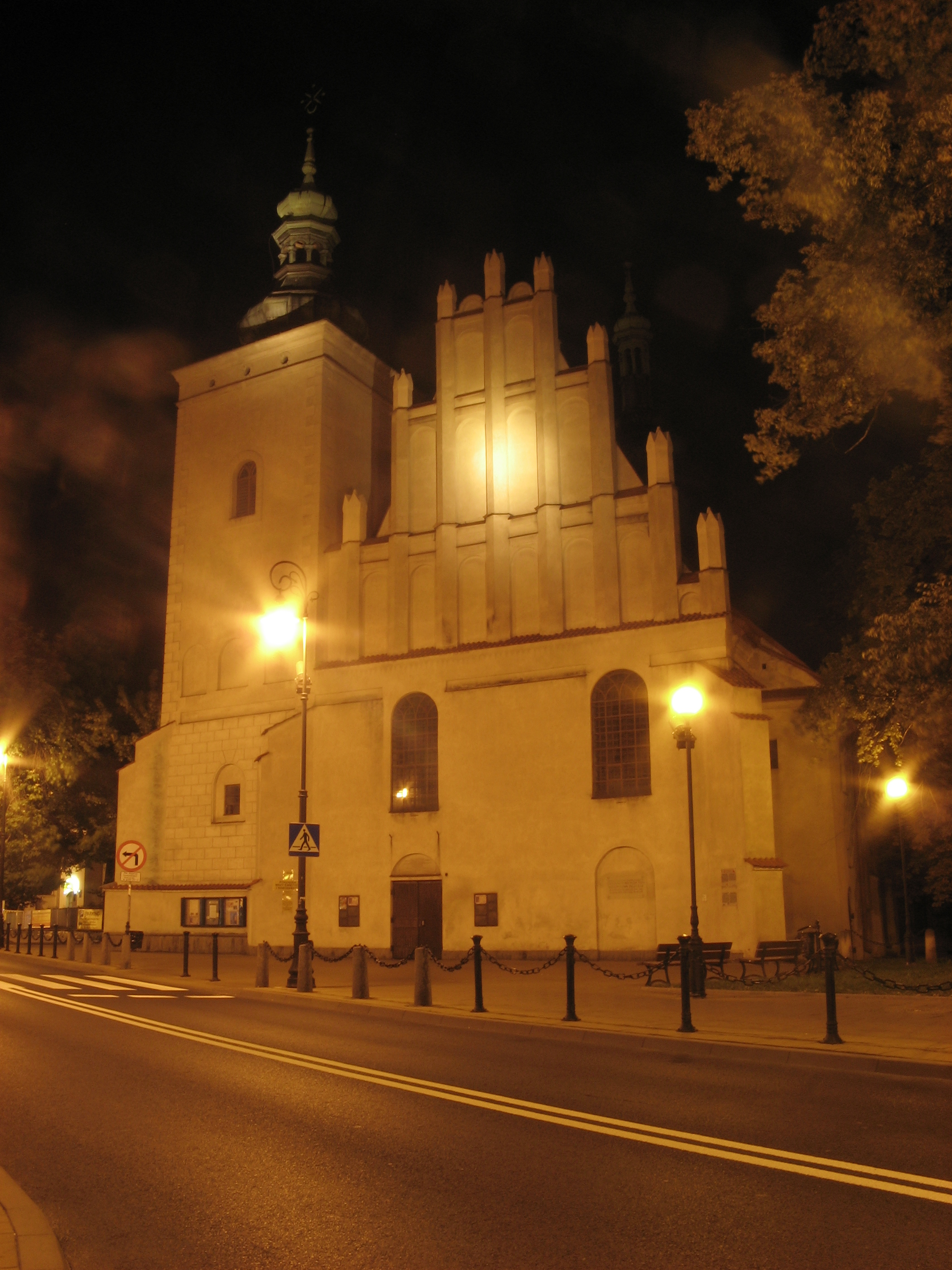
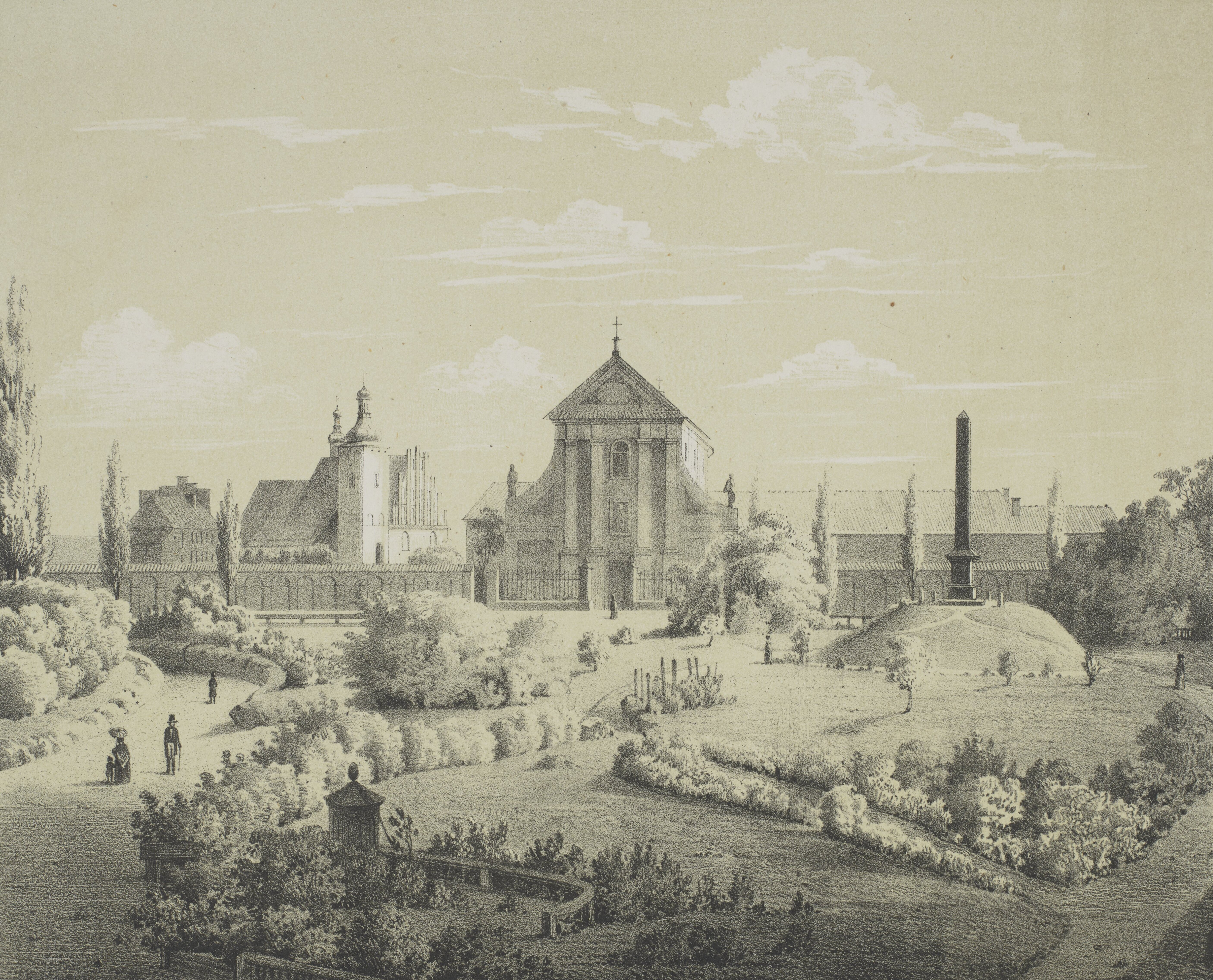
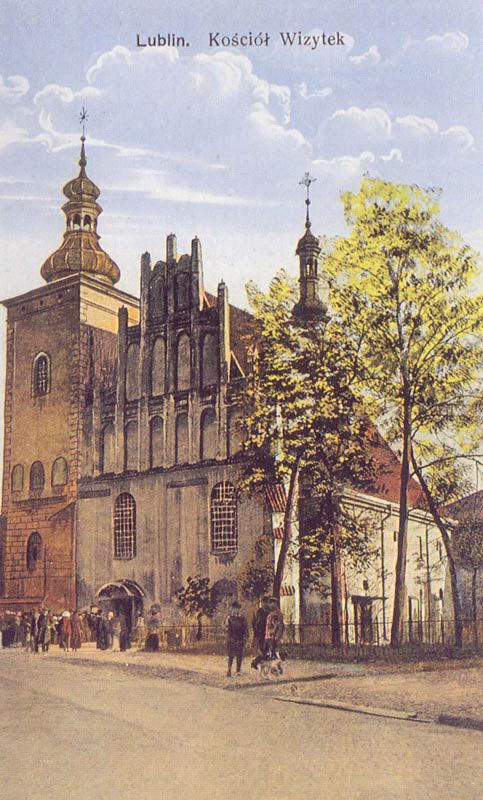
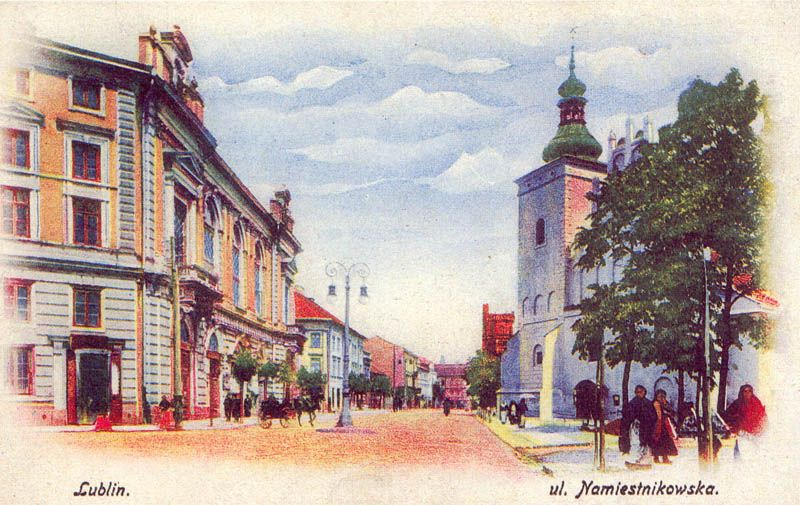